# 燕温泉
燕温泉（つばめおんせん）は、新潟県妙高市燕温泉にある温泉。妙高戸隠連山国立公園区域内にある。

## 泉質
- 含硫黄-ナトリウム・カルシウム - 炭酸水素塩・硫酸塩・塩化物温泉
  - 源泉温度43.5℃
  - 湯の色は薄い乳白色

## 温泉街
妙高山の東麓にある。妙高山周辺では最も高所にある温泉で、標高約1100mの斜面に5軒の旅館と2軒の土産物屋が並んでいて、妙高山登山の東側の入り口になっている。バスの終点から登山道へ続く狭い道の両側に旅館などがひしめくように建っており、こぢんまりとした温泉街の情緒を醸し出している。
温泉街の奥に無料で入浴可能な露天風呂が2つ存在する。「黄金の湯」と「河原の湯」である。両方とも妙高山の登山道沿い（別ルート上）に位置する。「黄金の湯」の方が温泉街に近く徒歩約5分の所にあり、男女別で脱衣場も完備している。「河原の湯」から数分歩いたところに日本の滝百選に選ばれた惣滝を展望できるポイントがある。近くには、2004年冬まで燕温泉スキー場があったが、2005年冬から休止し、2007年3月に廃止が決定した。

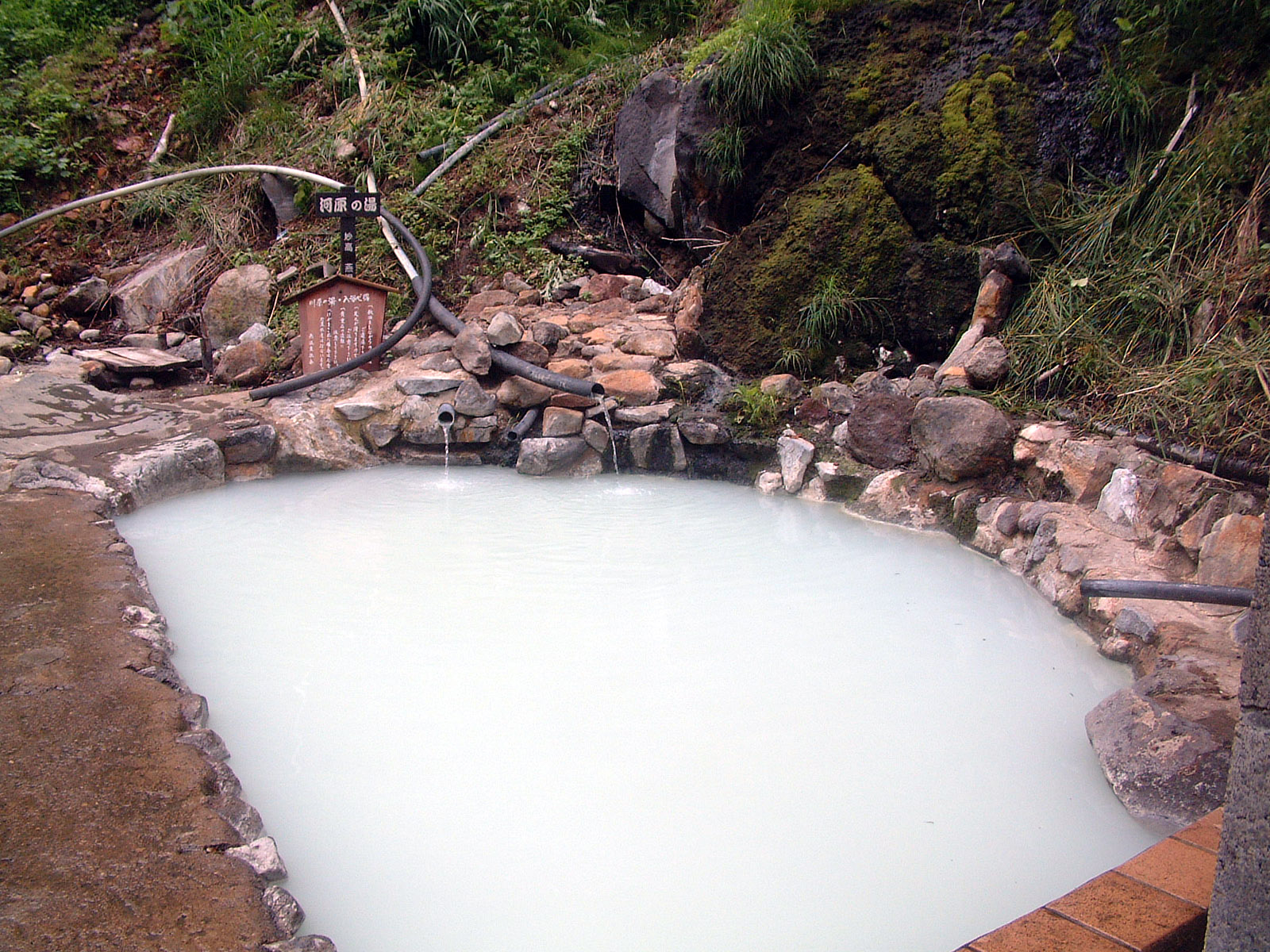
河原の湯
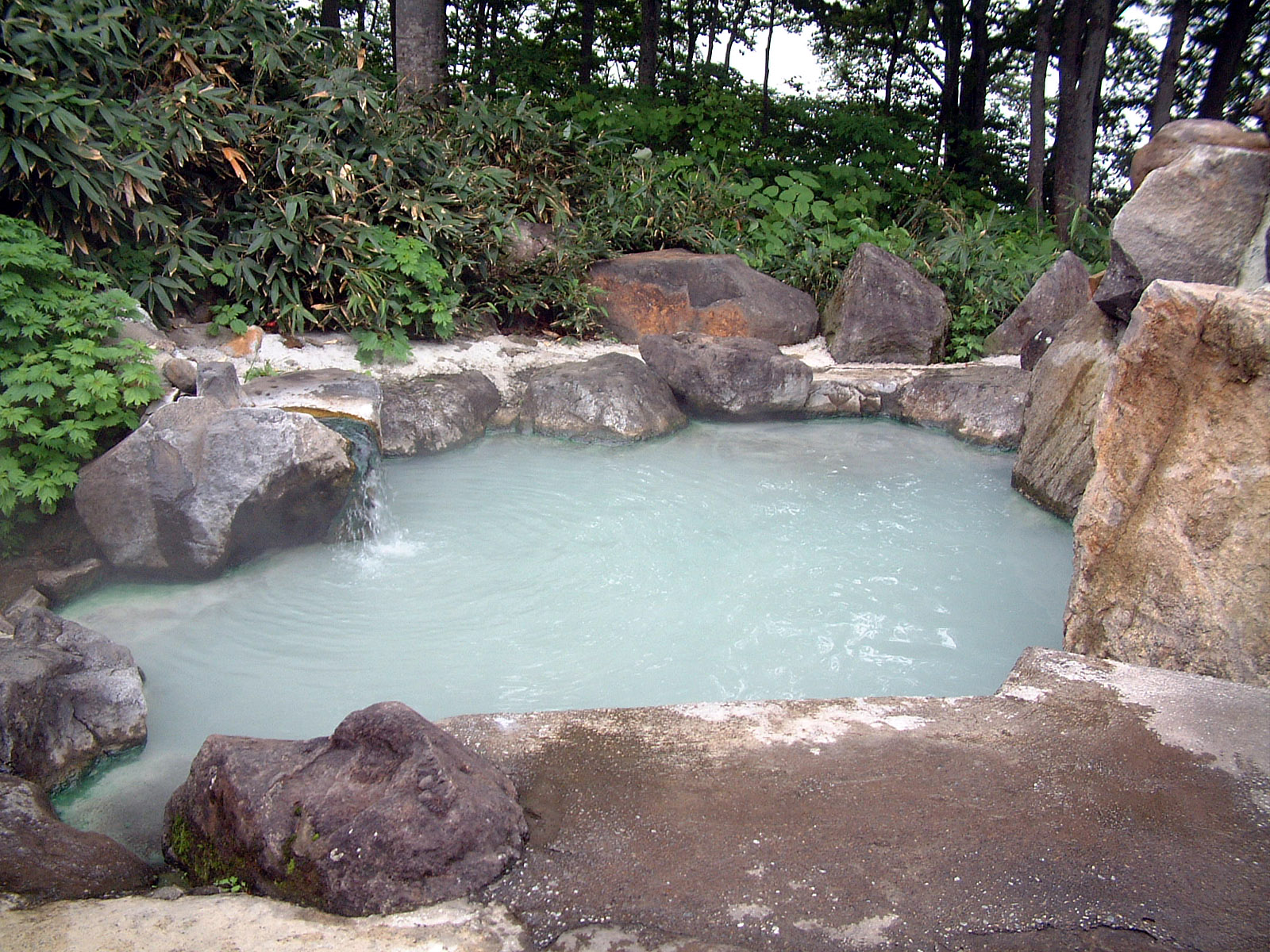
黄金の湯（男湯）
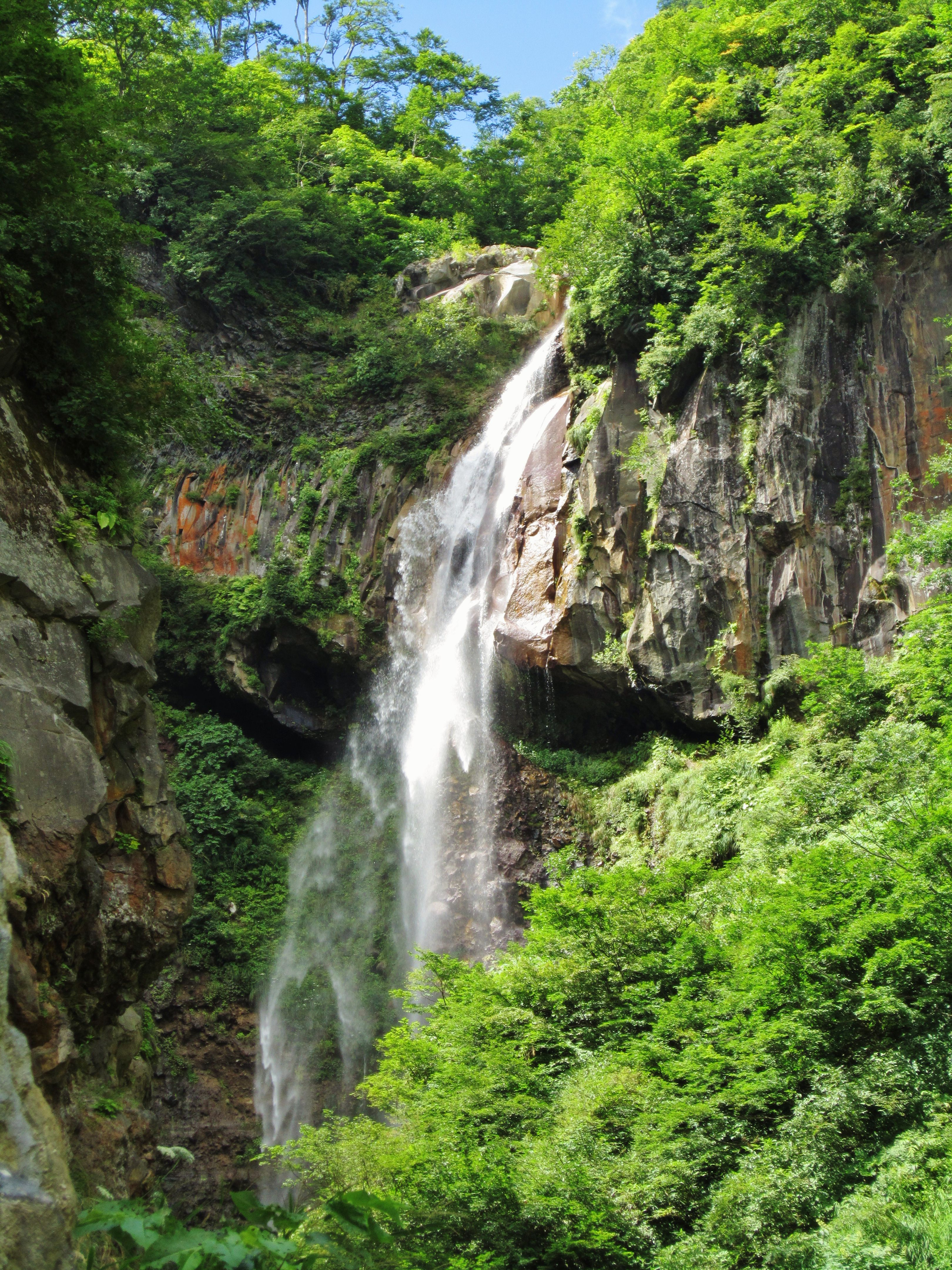
惣滝 （日本の滝百選）

## 野湯
燕温泉登山口より登山道（登り1時間20分、下り1時間）を登ったところに称明滝と光明滝があり、その滝壺に野湯「滝の湯」が燕温泉組合により整備されている。場所は北緯36度53分54秒 東経138度7分48秒 / 北緯36.89833度 東経138.13000度。旅チャンネルの「野天湯へGo!」の第11回放送で山田べにこが訪れた。

## 歴史
開湯伝説によれば、弘法大師の発見とされる。温泉街として開発が計画されたのは明治8年からであるが、実際に温泉街が開かれたのは明治28年である。昭和47年7月29日 - 環境庁告示第11号により、関温泉と共に国民保養温泉地に指定された。

## アクセス
公共交通
- えちごトキめき鉄道妙高はねうまライン関山駅から西へ約10 km（直線距離約8 km）。
  - 同駅から妙高市営バス（ぶらっと妙高山麓周遊バス）「E 関・燕温泉線」で約30分[1]。夏季には赤倉温泉スキー場周辺など近隣観光エリアと結ぶ路線（D 妙高山麓線）も運行される。

自動車
- 上信越自動車道・妙高高原ICより14 km、中郷ICより14 km